# Tuscania
Tuscania is een gemeente in de Italiaanse provincie Viterbo (regio Latium) en telt 7857 inwoners (31-12-2004). De oppervlakte bedraagt 208,0 km², de bevolkingsdichtheid is 37,10 inwoners per km².

## Demografie
Tuscania telt ongeveer 3183 huishoudens. Het aantal inwoners daalde in de periode 1991-2001 met 0,1% volgens cijfers uit de tienjaarlijkse volkstellingen van ISTAT.
| Jaar | Inwoneraantal |
| ---- | ------------- |
| 1991 | 7721          |
| 2001 | 7717          |

## Geografie
De gemeente ligt op ongeveer 165 m boven zeeniveau.
Tuscania grenst aan de volgende gemeenten: Arlena di Castro, Canino, Capodimonte, Marta, Montalto di Castro, Monte Romano, Piansano, Tarquinia, Tessennano, Viterbo.

## Cultuur
Tuscania is een aantrekkelijk stadje voor liefhebbers van geschiedenis, architectuur en cultuur. Haar wortels liggen in de Etruskische tijd. Er zijn diverse bezienswaardigheden die de rijke geschiedenis en cultuur van het stadje weerspiegelen:
- Basiliek van San Pietro: Een romaanse kerk uit de 11e eeuw gebouwd op de resten van een Etruskische tempel. De gevel heeft een loggia en roosvenster, het interieur bevat fresco’s van de beschermheiligen van Tuscania.
- Basiliek van Santa Maria Maggiore: Gelegen aan de voet van de heuvel van San Pietro, gebouwd in de 12e eeuw in romaanse stijl met een mooie gevel, versierde zuilen, ronde bogen en fresco’s binnenin.
- Santa Maria della Rosa: Een oude romaanse kerk binnen de stadsmuren, met fresco’s en een mooi interieur.
- Fontana delle Sette Cannelle: Een fontein van Etruskisch-Romeinse oorsprong met zeven water spuwende figuren, gelegen aan de rand van het oude centrum.
- Archeologisch Museum van Tuscania: Hier bevinden zich vondsten uit Etruskische begraafplaatsen, zoals keramiek en bronzen voorwerpen.
- Necropoli della Peschiera en Tomba a Dado: Oude Etruskische begraafplaatsen in de omgeving.
- Klooster van San Giusto: Romaanse abdij uit de 12e eeuw in de vallei van de Marta rivier.
- Oude stadsmuren en torens: Delen van de middeleeuwse stadsmuren en hoge vierkante torens rondom de kerken San Pietro en Santa Maria Maggiore zijn nog zichtbaar.
- Antica Via Clodia: Oude Romeinse wegresten net buiten de stad.

Jaarlijks is er in Tuscania begin juli een lavendelfestival.